# Acanthogonatus pissii
Espèce
Synonymes
- Brachythele pissii Simon, 1889
- Tryssothele latastei Simon, 1902
- Tryssothele australis Chamberlin, 1917
- Aphantopelma venosum Mello-Leitão, 1936

Acanthogonatus pissii est une espèce d'araignées mygalomorphes de la famille des Pycnothelidae.

## Distribution
Cette espèce est endémique du Chili. Elle se rencontre dans les régions de Coquimbo, de Valparaíso, de Santiago, d'O'Higgins, du Maule, de Ñuble et du Biobío.

## Description
Le mâle décrit par Goloboff en 1995 mesure 23,70 mm et la femelle 30,00 mm.

## Systématique et taxinomie
Cette espèce a été décrite sous le protonyme Brachythele pissii par Simon en 1889. Elle est placée dans le genre Tryssothele par Simon en 1902 puis dans le genre Acanthogonatus par Raven en 1985.

## Publication originale
Simon, 1889 : Études arachnologiques. 21e mémoire. XXXe. Descriptions de quelques arachnides du Chili et remarques synonymiques sur quelques-unes des espèces décrites par Nicolet. Annales de la Société entomologique de France, ser. 6, vol. 8, p. 217-222 (texte intégral).